# SFRS14
SFRS14‏ (SURP and G-patch domain containing 2) هوَ بروتين يُشَفر بواسطة جين SFRS14 في الإنسان.